# Місцеві вибори у Донецькій області 2015
Місцеві вибори у Донецькій області 2015 — це вибори, що відбулися 25 жовтня 2015 року в рамках проведення місцевих виборів у всій країні. Вибори до Донецької обласної ради, Донецької міської ради та вибори Донецького міського голови не проводились через тимчасову окупацію регіону російськими військами.

## Вибори мера

### Краматорськ
Мером міста в другому турі було обрано Андрій Панкова.

### II тур
| Кандидат                 | %     | Голосів |
| ------------------------ | ----- | ------- |
| Панков Андрій Вікторович | 51.05 | 31857   |
| Єфімов Максим Вікторович | 45.97 | 28686   |